# 彰化縣福興鄉文昌國民小學
彰化縣福興鄉文昌國民小學，是一所縣立國民小學，位於臺灣彰化縣福興鄉。學區包括鎮平村和三和村。

## 學校沿革
校史可追溯至1952年9月1日成立的彰化縣福興鄉管嶼國民小學鎮平分班。1956年8月1日升格為鎮平分校，1959年8月1日獨立設校，為彰化縣福興鄉文昌國民學校，李仁淳為首任校長。1968年8月1日，因應九年國民教育實施，全台灣省的國民學校均改制為國民小學，該校亦隨之更名為彰化縣福興鄉文昌國民小學。

## 教學活動
文昌國小曾舉辦機器人營隊，培訓種子學員，協助該校開設的機器人設計課程。

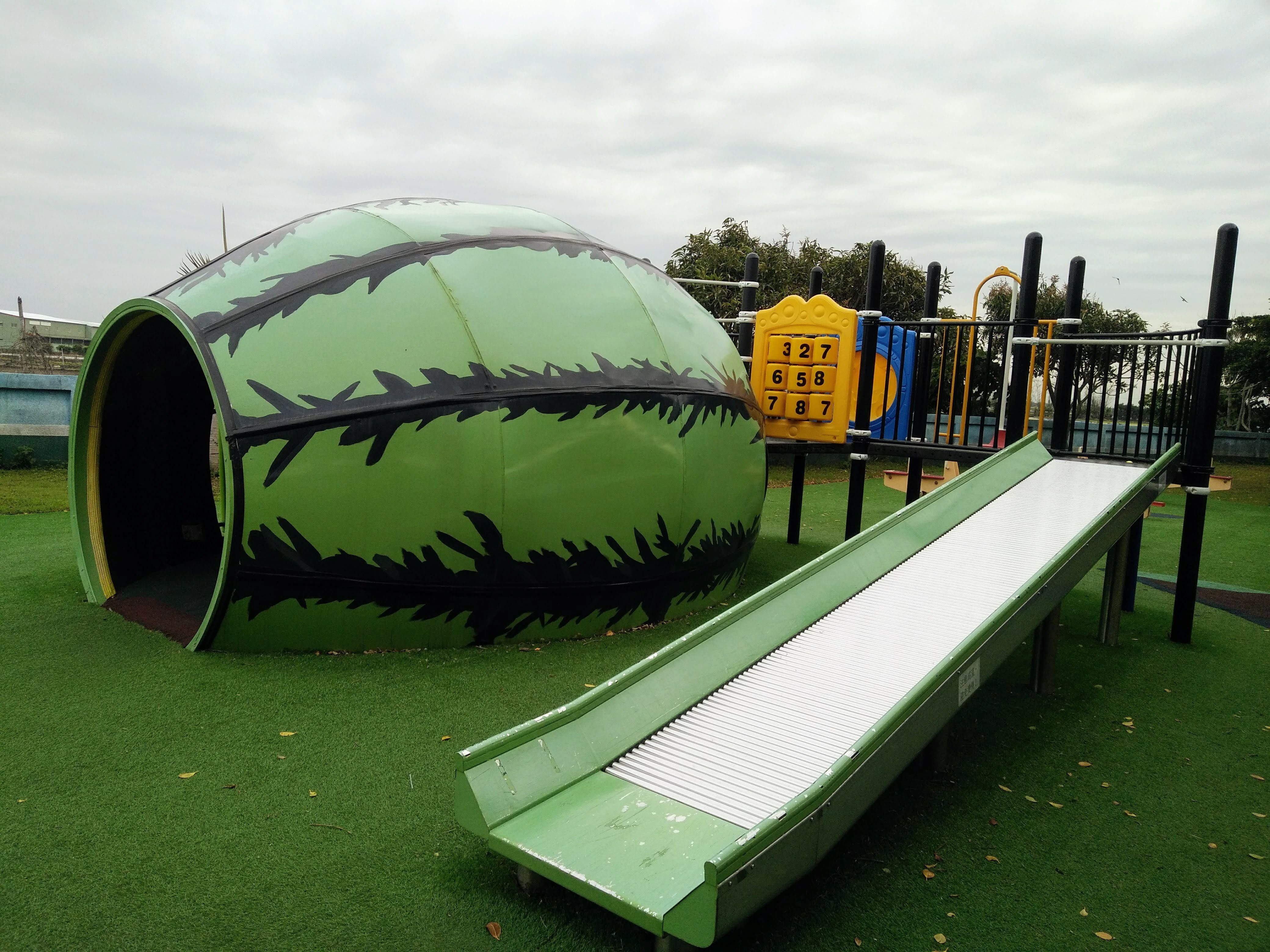
西瓜溜滑梯

文昌國小校地鄰近三和村，為西瓜產地，故於校園內設置了一座西瓜造型的溜滑梯，並擬在溜滑梯旁闢建農園，讓學童種植西瓜，推展食農教育。